# Semiothisa acutaria
Semiothisa acutaria là một loài bướm đêm trong họ Geometridae.